# مستقبل منشط بمكاثر البيروكسيسوم

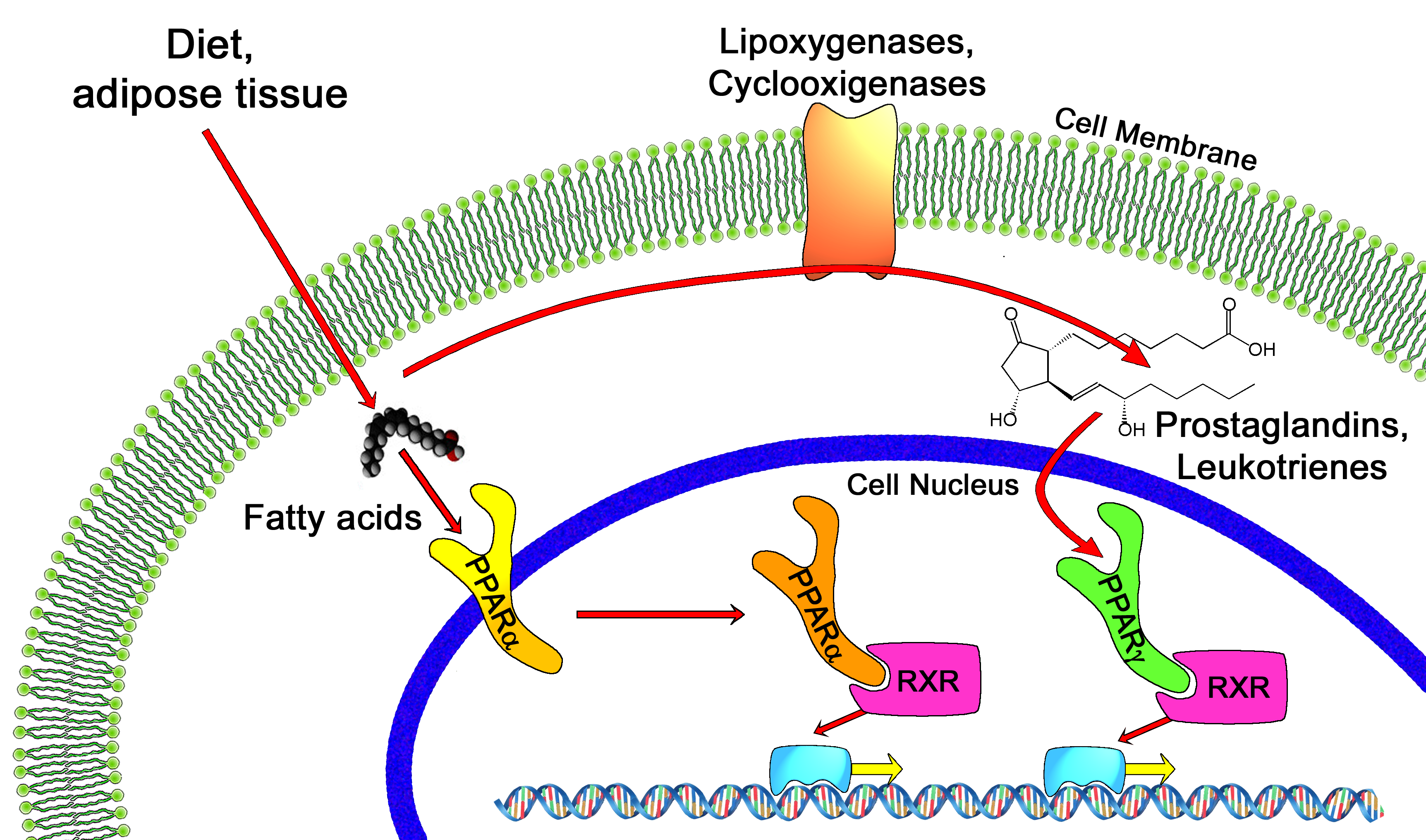
مسارات المستقبل المنشط بمكاثر البيروكسيسوم من النوع ألفا وغاما.

في مجال البيولوجيا الجزيئية، المستقبلات المنشطة بمكاثر البيروكسيسوم (بالإنجليزية: Peroxisome proliferator-activated receptor)‏ هي مجموعة من المستقبلات النووية البروتينية التي تعمل كعوامل النسخ التي تنظم التعبير عن الجينات. 
و تلعب دورا أساسياً في تنظيم التمايز الخلوي، والنماء، والأيض (في الكربوهيدرات، والليبيدات، والبروتين) ، و تَكَوُّنُ الأَورام في الكائنات الحية العليا.

## روابط خارجية
- Peroxisome+Proliferator-Activated+Receptors في المكتبة الوطنية الأمريكية للطب نظام فهرسة المواضيع الطبية (MeSH).

- بروتيوبيديا Peroxisome_Proliferator-Activated_Receptors